# Jiří Hlohovský
Jiří Hlohovský, často uváděn také jako Jiřík, byl český katolický kněz a spisovatel. Působil v 1. čtvrtině 17. století. 
O jeho životě není mnoho známo, krom toho, že působil jako duchovní na Moravě. Předpokládá se, že se pohyboval v blízkosti olomouckého biskupa Františka z Dietrichštejna, který mu patrně svěřil úkol pracovat proti ideologickému dědictví Jednoty bratrské. Hlohovský tento úkol plnil zejména sběrem duchovních písní a ideovým "pročišťováním" jejich kánonu.
V roce 1622 vydal kancionál Písně katolické. Některé nápěvy jsou upraveny pro čtyřhlas. Je to první známý případ, kdy se v českém katolickém kancionálu objevuje harmonizace melodie. Jde také o první katolický kancionál vydaný na Moravě po bitvě na Bílé hoře. Sborník obsahuje 230 textů a 154 nápěvů. Odborníci nevylučují, že Hlohovský některé písně sám napsal, nejen sebral či přeložil. Z překladů je nejvýznamnější píseň „Ukrutná smrt, přehrozná smrt“, jejíž předlohou je proslulý eschatologický Todtentanz (Tanec smrti) z pera německého jezuity Petruse Franka.
Hlohovského kancionál je někdy označován za první barokní kancionál u nás, byť literární historik Antonín Škarka tomu oponoval, když napsal: "Samy písně Hlohovského nedovedou ještě jeho zpěvník představiti jako výtvor barokního ducha a barokní formy. Více se tomuto baroknímu cítění přiblížily některé cizí skladby z tohoto kancionálu. Nejsou sice původní, nýbrž zase přeloženy a adaptovány podle cizojazyčných předloh, ale jsou pro náš katolický barok typické."